# Sreemangal
Sreemangal är ett underdistrikt i Bangladesh. Det ligger i den östra delen av landet, 140 km nordost om huvudstaden Dhaka.
Omgivningarna runt Sreemangal är en mosaik av jordbruksmark och naturlig växtlighet. Runt Sreemangal är det tätbefolkat, med 442 invånare per kvadratkilometer.